# مسيرة فخر أوروبا

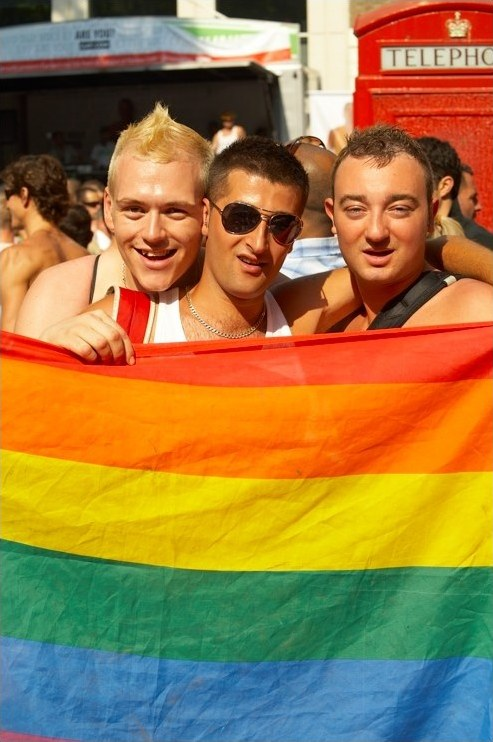
مشاركون بمسيرة فخر أوروبا بلندن سنة 2016

مسيرة فخر أوروبا (EuroPride) حدث دولي أوروبي مخصص لفخر المثليين تستضيفه مدينة أوروبية مختلفة كل عام. عادة ما تكون المدينة المضيفة واحدة لها مسيرة فخرها السنوبة المستقلة ومجتمع إل جي بي تي كبير.
لمدة تبلغ الشهر، يتم تنظيم العديد من الأحداث الرياضية والفنية إضافة إلى ندوة حقوق الإنسان في جميع أنحاء المدينة المضيفة. و تنتهي الاحتفالات عادة خلال عطلة نهاية الأسبوع باستعراض فخر تقليدي على طراز ماردي غرا، والوقفة التذكارية للإيدز.

## تاريخه

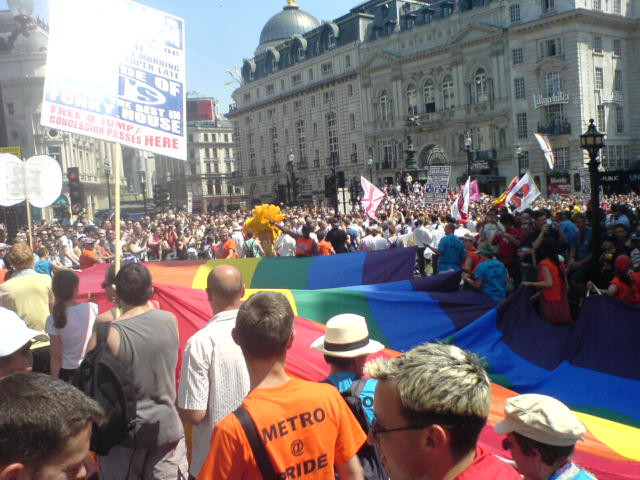
علم قوس قزح في ساحة بيكاديلي

تم تنظيم أول نسخة في لندن عام 1992 ، و حضره حشد يقدر بأكثر من 100000 شخص. في العام التالي، استضافت برلين الاحتفالات. عندما احتضنت أمستردام المسيرة في عام 1994 ، تحول الحدث إلى كارثة مالية، تاركًا ديونًا تقدر بنحو 450.000 يورو. في عام 1996 ، توجه يورو برايد إلى كوبنهاغن، حيث حظيت المدينة بدعم قوي من قادة المدينة. لقد نجح المنظمون على جميع الجبهات وتمكّنوا حتى من إطلاق الأرباح.
استضافت باريس الاحتفال في عام 1997. و حضي بمساندة العديد من الشركاء التجاريين. خلال العرض، قام أكثر من 300000 شخص بمسيرة في الباستيل. كانت ستوكهولم هي المدينة المضيفة في عام 1998. وكانت لندن مستعدة مرة أخرى للاستضافة في عام 1999 ، ولكن تم إلغاء الحدث عندما أفلست الجمعية.
في عام 2000 ،نظمت أول نسخة لمسيرة الفخر العالمية في روما وحضره المثليون والمثليات في جميع أنحاء العالم. بعد دعم الحدث في البداية، سحب المسؤولون البلديون دعمهم قبل أيام قليلة بسبب ضغوط من الفاتيكان.
استضافت فيينا يوروبرايد 2001 ، وجذب حشود كبيرة من وسط وشرق أوروبا. في عام 2002 ، في كولونيا، و كانت أكبر نسخة، قدر المسؤولون أن عدد المشاركين فيها تجاوز مليون شخص. استضافت مانشستر يوروبريد 2003 و هامبورغ في عام 2004. استضافت أوسلو الحدث في عام 2005 ، مع إيان ماكيلمراجعين كضيف.
استضافت لندن الحدث في عام 2006 ، حيث نظمت مهرجانا دام أسبوعين وبلغ ذروته في موكب اليوم الأخير في 1 يوليو، حيث تمت دعوة المشاركين للسير في شارع أوكسفورد ، أحد أشهر شوارع المدينة. كانت المدينة التجارية الأكثر، أول مرة يُسمح لهم فيها قانونًا بذلك في تاريخ المسيرة. حضر العرض رئيس بلدية لندن كين ليفينغستون والنائب المحافظ ألان دنكان والناشط في مجال حقوق الإنسان بيتر تاتشل وأول متحول جنسي إيطالي فلاديمير لوكسوريا.
في عام 2007 ، استضافت مدريد المسيرة، في حي شيكا، حي المثليين في العاصمة، خلال الأسبوع الأخير من يونيو. تم اختيار مدريد بسبب زواج المثليين وقوانين الهوية الجنسية التي أقرتها إسبانيا خلال العامين السابقين. حضر أكثر من 1.2 مليون شخص العرض النهائي ويعبروا في وحدة قوية شوارع وسط مدينة ألكالا وغران فيا. ساهم مجلس مدينة مدريد في تمويل منظمة مدريد أورجولو.
في عام 2008 ، نظم المهرجان مرة ثانية بستوكهلم من 25 يونيو إلى 3 أغسطس.
استضافت مدينة زيوريخ نسخة 2009 مع قائمة من الأحداث التي تستمر لمدة شهر واحد من 2 مايو إلى 7 يونيو، والتي بلغت ذروتها في عرض في وسط مدينة زيوريخ في 6 يونيو.
في عام 2010 ، وقع الحدث في وارسو عاصمة بولندا. أعد المنظمون فعاليات متعددة في الفترة من 9 إلى 18 يوليو مع العرض الذي جرى في اليوم قبل الأخير.

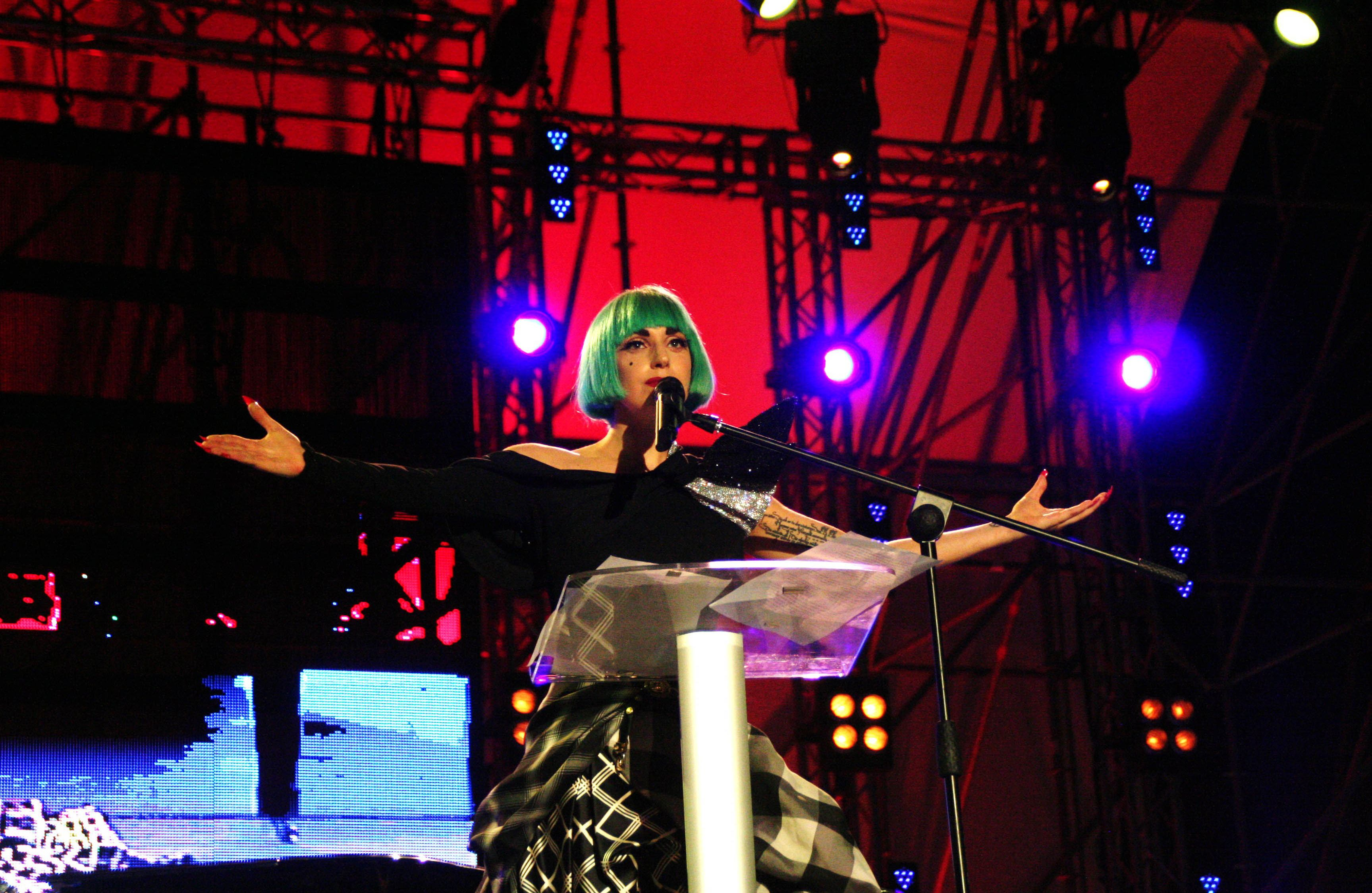
ليدي غاغا في احتفال 2011

في عام 2011 ، كانت روما هي المدينة المضيفة. شاركت ليدي غاغا بعرض للاختمام في سيرك ماكسيموس.
في 2013، نظم الحدث في مرسيليا في الفترة من 10-20 يوليو، و ركز على زواج المثليين في فرنسا واحتفل بأكبر حفل زفاف للمثليين في أوروبا
عادت المسيرة في 2016 إلى أمستردام أين غنت المغنية ومؤلفة الأغاني البريطانية تارا ماكدونالد أغنيتها المنفردة «أحتاج إلى معجزة» التي تم اختيارها على أنها نشيد المسيرة الرسمي، وأعاد مزجها جريجور سالتو.
لم يكن هناك يوروبرايد في عام 2017 حيث نظمت مسيرة الفخر العالمية في مدريد في تلك السنة.

## جمعية منظمي مسيرة فخر أوروبا

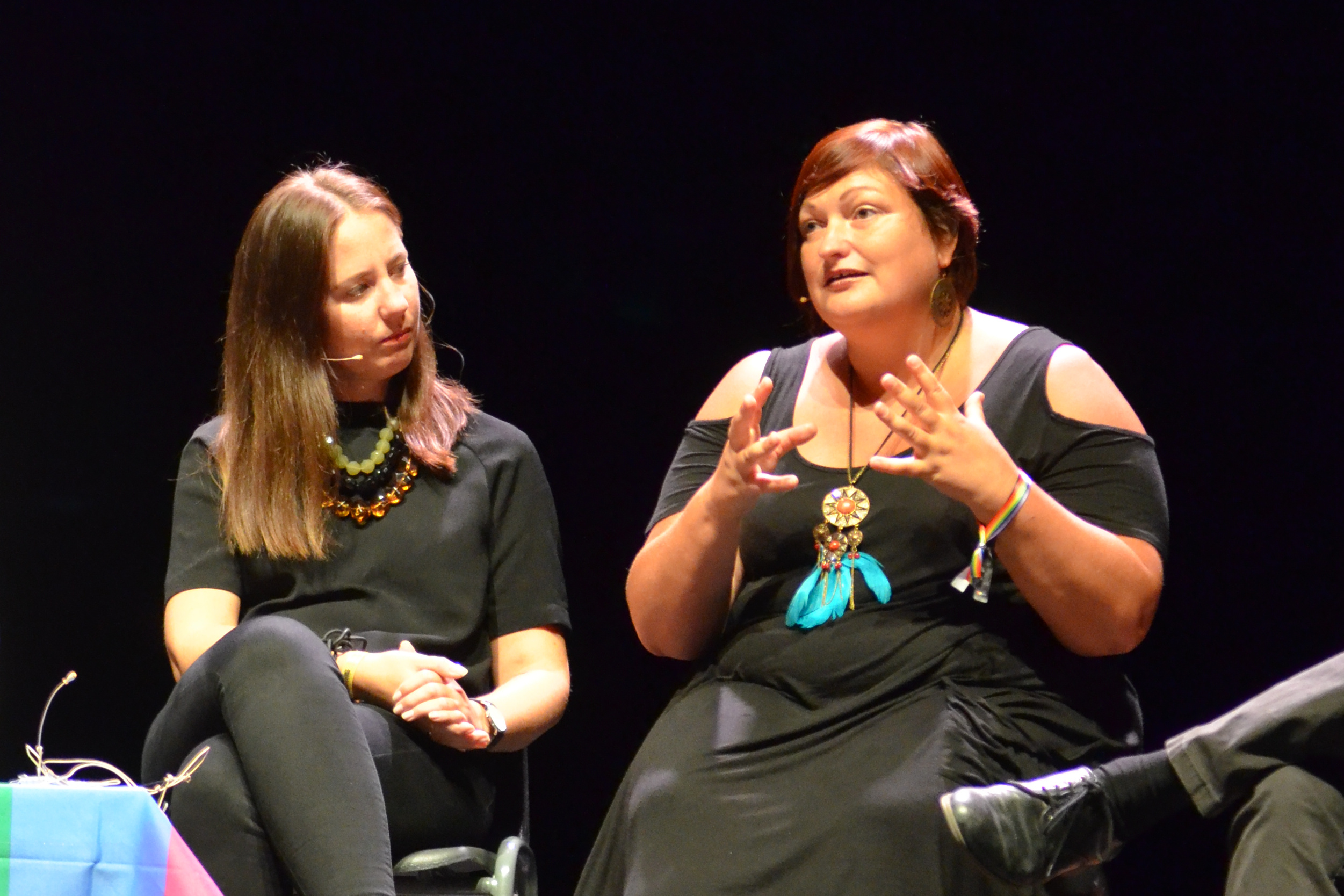
كريستين غارينا ، رئيسة الجمعية في مؤتمر حقوق الإنسان ، ستوكهولم برايد 2018

تأسست الجمعية في لندن في عام 1992 قبل أول مسيرة. و هي تمتلك العلامة التجارية يوروبرايد وترخص استخدامها لمؤسسة مسيرة فخر واحدة كل عام.
و هي منظمة صغيرة تضم ثمانية أعضاء منتخبين في مجلس الإدارة، وجميعهم يعملون مع منظمات البرايد في أوروبا. ليس لديها موظفين مدفوعين، ومقرها في بروكسل. يجتمع مجلس الإدارة عدة مرات كل عام
يمكن لأي منظمة فخر أن تصبح عضوًا في الجمعية إثر دفع رسوم العضوية. هذا يعطي المنظمة حق التصويت في الاجتماع العام السنوي، بما في ذلك التصويت على العروض المستقبلية. ي. تضم EPOA أكثر من 60 عضوًا في جميع أنحاء أوروبا.
الرئيس الحالي هي الناشطة الحقوقية في لاتفيا ، كريستين غارينا.